# Valeriy Andriytsev
Valeriy Andriytsev (ukrainien : Валерій Андрійцев; né le 27 février 1987 à Kiev) est un lutteur libre ukrainien. Il a participé aux Jeux olympiques de Londres de 2012 dans la catégorie des moins de 96 kg et a obtenu la médaille d'argent. Il a également gagné la médaille d'argent aux Championnats d'Europe de lutte 2012.